# Ветера

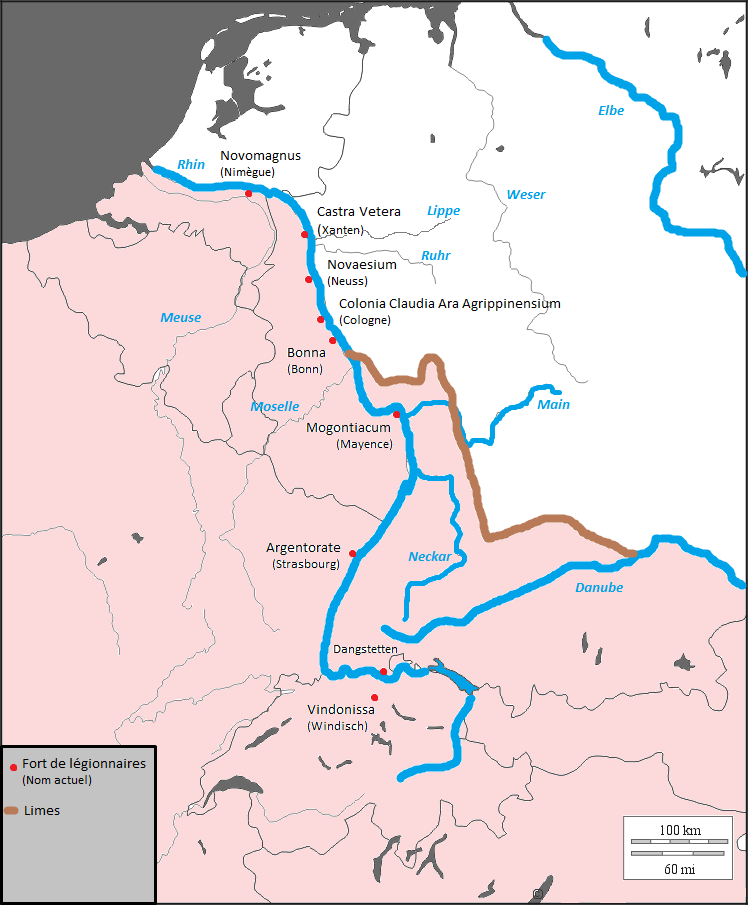
Схема

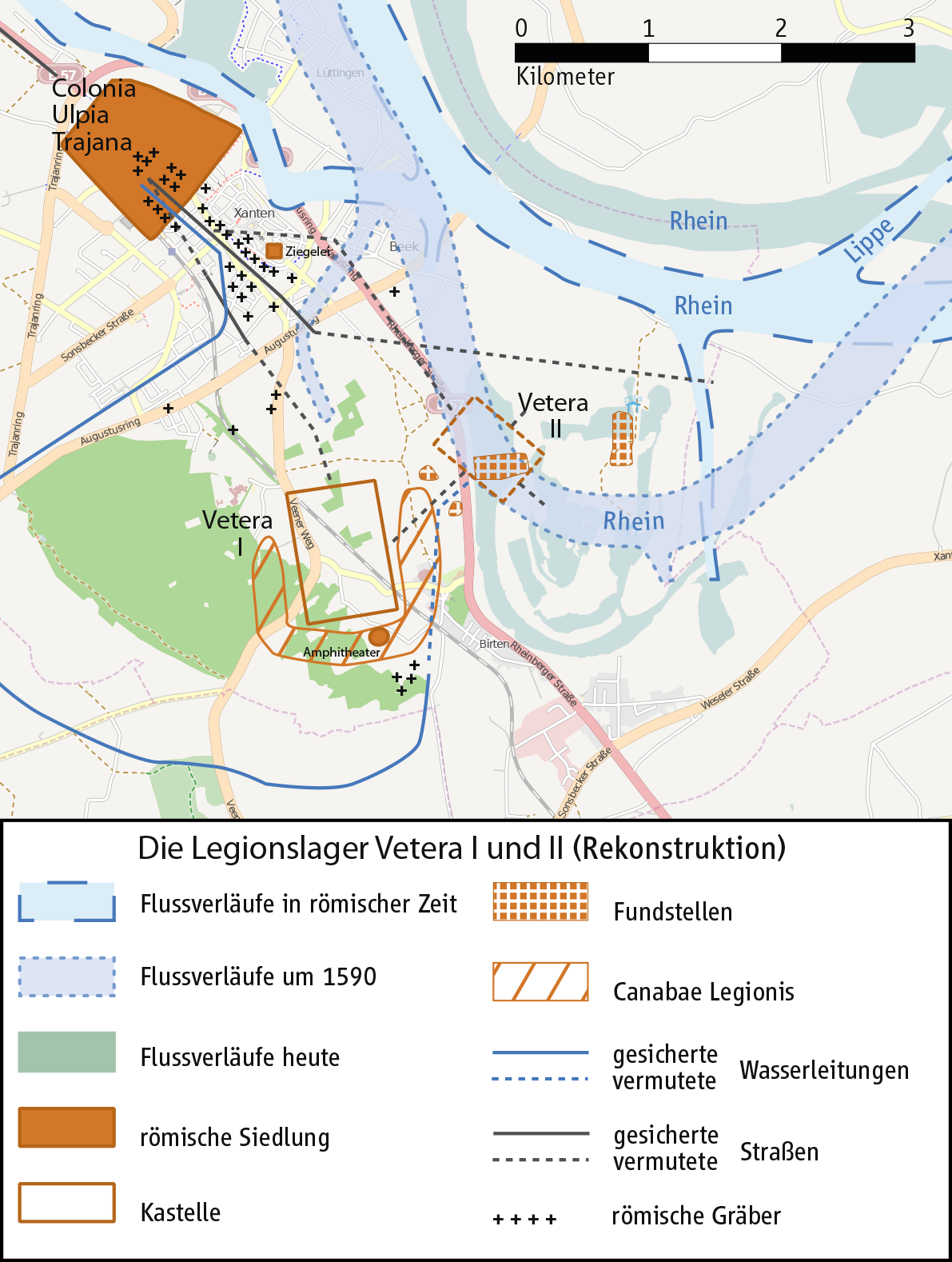
Расположение каструмов Ветера I и Ветера II (реконструкция)

Ветера (лат. Castra Vetera — Старые лагеря) — название двух хронологически следовавших друг за другом римских военных лагерей в провинции Нижняя Германия поблизости от современного города Ксантен на Нижнем Рейне. Входили в систему Нижнегерманского лимеса и с 2021 года являются частью Всемирного наследия ЮНЕСКО.
В исследовательской литературе различают старый каструм Ветера I (13/12 до н. э.—70 н. э.) и новый Ветера II (71—275/276), удалённые друг от друга примерно на расстоянии одной римской мили (почти 1 500 м). Каструмы Ветера считаются одними из крупнейших римских гарнизонов на севере империи, и в период своей ранней истории служили исходным пунктом для римских завоевательных походов на правый берег Рейна.